# Cesar Chavez (film)
Cesar Chavez è un film del 2014 diretto da Diego Luna.
Il film, con protagonista Michael Peña, ripercorre la storia di César Chávez, sindacalista ed attivista statunitense, celebre per le sue lotte in favore dei braccianti agricoli di origine ispanica e per aver fondato il Sindacato nazionale dei contadini (National Farm Workers Association).

## Trama
Cesar Chavez organizza 50.000 lavoratori agricoli in California, in gran parte lavoratori temporanei dal Messico autorizzati a vivere e lavorare negli Stati Uniti in agricoltura e tenuti a tornare in Messico se avessero smesso di lavorare. Le condizioni di lavoro sono pessime per i braccianti agricoli, che soffrono anche di razzismo e brutalità per mano dei datori di lavoro e dei californiani locali.
Per aiutare i lavoratori, Cesar Chavez forma un sindacato noto come United Farm Workers (UFW). Gli sforzi di Chavez sono contrastati, a volte violentemente, dai proprietari delle grandi fattorie industriali dove lavorano i braccianti.

## Produzione
Il budget del film è stato di circa 10 milioni di dollari.
Le riprese del film sono iniziate nell'aprile 2012 e si sono svolte tra lo stato messicano di Sonora e Londra.

## Distribuzione
Il primo trailer del film viene diffuso il 4 novembre 2013.
La pellicola è stata distribuita nelle sale cinematografiche statunitensi a partire dal 28 marzo 2014.